# Pharrell Trainor
Pharrell Trainor (ur. 20 czerwca 2006 w Bowral) – samoański piłkarz grający na pozycji napastnika w niemieckim czwartoligowym klubie TSV Schott Mainz oraz reprezentacji Samoa. W swojej karierze występował także m.in. w juniorskim zespole Newcastle United Jets FC. W kadrze narodowej zadebiutował 17 listopada 2023 w meczu z Wyspami Salomona. Pierwszą bramkę zdobył 20 listopada przeciwko Samoa Amerykańskiemu. Został powołany na Puchar Narodów Oceanii 2024, gdzie strzelił gola w meczu z Papuą-Nową Gwineą.